# Molossus aztecus
Molossus aztecus é uma espécie de morcego da família Molossidae. Pode ser encontrada no México, Guatemala e Venezuela.